# Balatonfűzfő
Balatonfűzfő là một thành phố thuộc hạt Veszprém, Hungary. Thành phố này có diện tích 9,25 km², dân số năm 2010 là 4314 người, mật độ 466 người/km².